# Federico Azcárate
Federico Azcárate, właściwie Federico Xavier Azcárate Ochoa (ur. 15 czerwca 1984 w Balcarce) – argentyński piłkarz, grający na pozycji środkowego obrońcy. Od 2010 roku gra w CD Leganés.
Azcarate rozpoczął swoją karierę w 2002 roku kiedy to został piłkarzem klubu FC Cartagena. Rozegrał w nim 24 spotkania, po czym w 2003 roku zmienił barwy klubowe na hiszpański Real Murcia. Zagrał tam 8 spotkań, przez dwa lata i po raz kolejny zmienił klub. Były to rezerwy Atlético Madryt B, w których Azcárate zagrał 35 razy i zdobył jedną bramkę. W sezonie 2007/2008 Argentyńczyk grał w AEKu Ateny, gdzie rozegrał 3 mecze. Następnie występował w Polideportivo Ejido, a w 2010 roku odszedł do CD Leganés.